# Поштове відділення
Поштове відділення або відділення зв'язку — об'єкт поштового зв'язку, який здійснює приймання, сортування, відправлення, обробку та доставку пошти.

## Історія

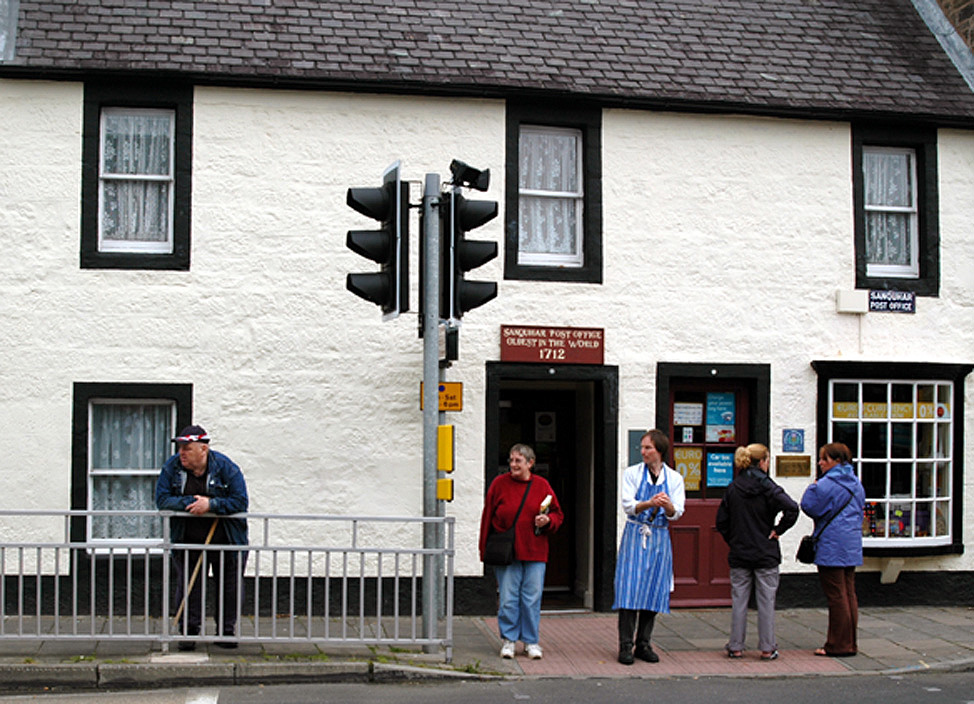
Поштове відділення у Санкері

Поштове відділення у місті Санкері у Дамфрісширі (Шотландія) працює без перерви з 1712 року і є найстарішим у світі. Того ж року була заснована кінна поштова служба для обміну кореспонденцією між Англією і Шотландією, і розташований поблизу англо-шотландського кордону замок Санкер, яким володіла впливова родина Кричтонів, став зручним перевалочним пунктом. У нинішній будівлі, де розташовується пошта, в ті часи знаходилась поштова станція для зупинки поштових карет і прийому пошти.
Друге місце займає відкрите у 1720 році поштове відділення у Стокгольмі (Швеція). На третьому місці за віком перебуває поштове відділення у Сантьяго (Чилі), яке почало діяти у 1772 році.

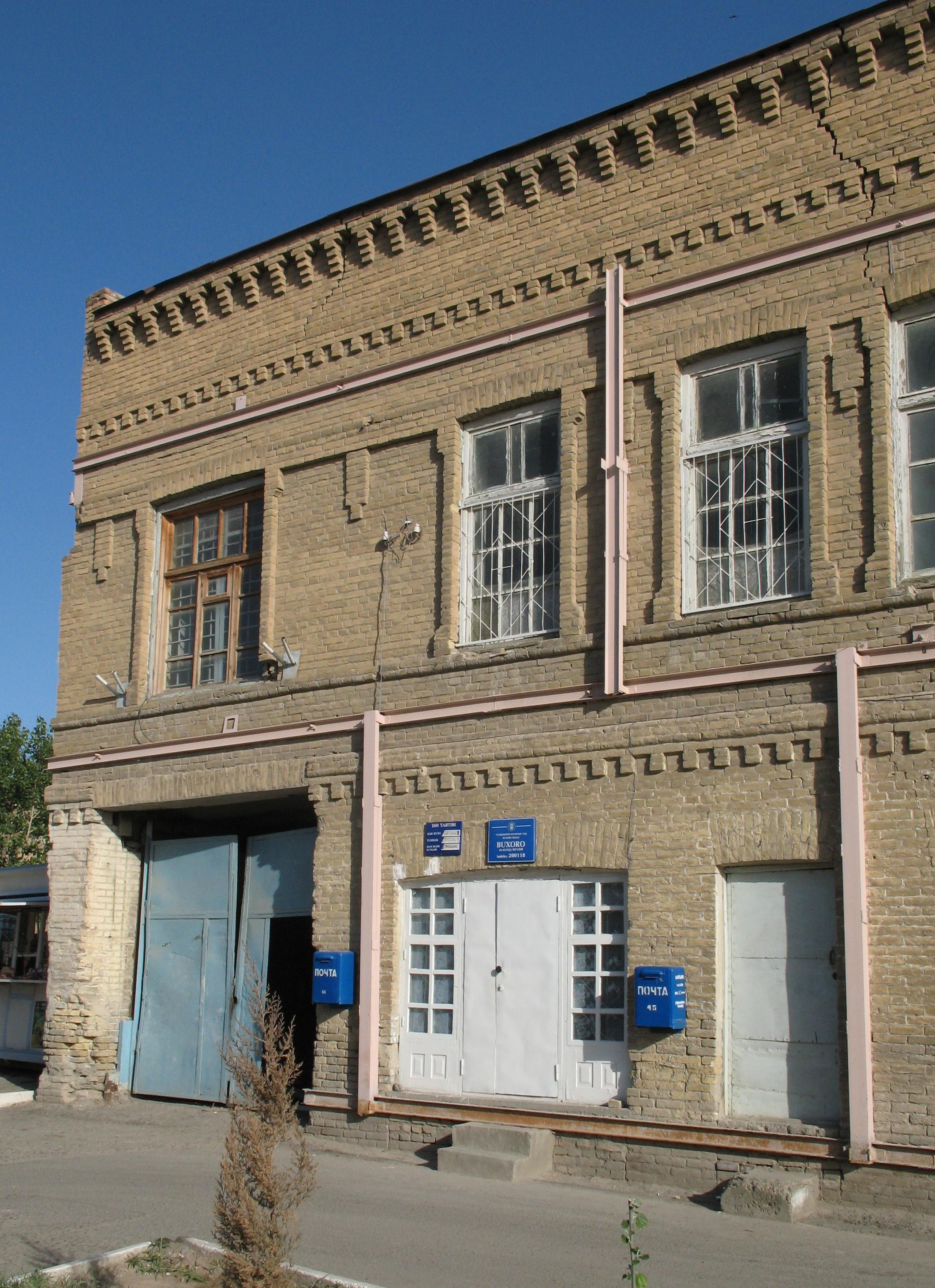
Поштове відділення у Бухара